# Филадельфийский эксперимент 2
«Филадельфийский эксперимент 2» (англ. Philadelphia Experiment 2) — американский научно-фантастический фильм. События фильма являются альтернативной интерпретацией городской легенды о «Филадельфийском эксперименте».

## Сюжет
В октябре 1943 года на американской военной базе была проведена операция, которая вошла в историю под названием «Филадельфийский эксперимент». Это был совершенно секретный проект, который позволял быстро решить исход Второй мировой войны. Но произошла катастрофа: часть людей погибла, часть сошла с ума, но один человек перенесся во времени на сорок лет вперед.
В 1984 году военные решили повторить испытания. На этот раз Дэвид Хердег попадает в 1993 год, в эпоху нацистского мирового господства. Оказывается, в результате искривления пространственно-временного континуума бомбардировщик F-117 с ядерной бомбой попадает в прошлое, в гитлеровскую Германию. Нацисты сбрасывают бомбу на Вашингтон, погибает 15 млн человек, и Германия побеждает во Второй мировой войне. По всему миру установлена кровавая диктатура нацистов…
Осознав, что он находится в мире параллельной истории, который образовался в результате эксперимента американских военных 50-летней давности, Дейв вступает в борьбу за восстановление прошлого и будущего. Правильное время должно вернуться…

## В ролях
- Брэд Джонсон — Дэвид Хердег
- Марджин Холден — Джесс
- Геррит Грэхам — доктор Уильям Мэйлер
- Сирил О’Рейлли — Дэкер
- Джеффри Блейк — Логан
- Джек Граас — Бенджемин Хердег
- Джеймс Джуд Кортни — техник Вортекс